# Zigongosaurus
Zigongosaurus fuxiensis is een plantenetende sauropode dinosauriër, behorend tot de groep van de Eusauropoda, die tijdens het Jura leefde in het gebied van de huidige Volksrepubliek China.

## Naamgeving en vondst
De soort werd in 1976 benoemd en beschreven door Hou Lianhai, Zhou Shiwu en Zhao Xijin. De geslachtsnaam verwijst naar de stad Zigong. De soortaanduiding verwijst naar de rivier de Fuxi.
Het holotype, CV 00261, is bij Zigong in Sichuan gevonden in een laag van de Shaximiaoformatie die dateert uit het Callovien-Oxfordien. Het bestaat uit een stuk bovenkaak, het achterste deel van een schedel en de onderkaken. Fragmenten van verschillende individuen, ruggenwervels, een schaambeen en een zitbeen, zijn aan de soort toegewezen.
Over de geldigheid van het geslacht heeft veel twijfel en verwarring bestaan. In 1983 benoemde Dong Zhiming een soort van Omeisaurus: Omeisaurus fuxiensis. Deze soort was gebaseerd op een ander typespecimen dan Zigongosaurus en was dus in beginsel geen simpele hernoeming daarvan. Wel baseerde Dong O. fuxiensis op een deel van het materiaal van Zigongosaurus. Dong stelde dat Zigongosaurus een jonger synoniem zou zijn van Omeisaurus junghsiensis maar het materiaal is duidelijk verschillend en ook afkomstig uit een jongere laag.
In 1996 stelde Zhang Yihong dat het een soort van Mamenchisaurus zou zijn: Mamenchisaurus fuxiensis. Dit geslacht is echter een verzamelbegrip geworden van allerlei niet duidelijk verwante sauropoden. In 1999 meende Valérie Martin-Rolland daarom dat het de voorkeur heeft de naam Zigongosaurus te gebruiken.

## Beschrijving
Zigongosaurus is een vrij kleine sauropode met een geschatte lengte van zo'n tien meter. De doornuitsteeksels van de ruggenwervels tonen bovenaan een lichte splijting, een kenmerk dat ook van Mamenchisaurus bekend is.

## Fylogenie
Zigongosaurus werd door de beschrijvers toegekend aan de Bothropodidae. Latere Chinese schrijvers plaatsten de soort, als deel van Mamenchisaurus, in de Mamenchisauridae. Rolland wees het toe aan de Euhelopodinae, een ruwweg overeenkomend begrip.